# Branislav Varsik
Branislav Varsik (Miava, 1904. március 5. – Pozsony, 1994. május 21.) szlovák történész, levéltáros, egyetemi oktató.

## Élete
Édesanyját Karol Viest a nagyrőcei gimnázium volt tanára tanította. Bátyja az első világháborúban az Első Szerb Önkéntes Hadtest katonája volt.
1915-től a Nagykőrösi gimnázium diákja, majd 1918-tól a pozsonyi gimnáziumban tanult. 1923-1924-ben a Bécsi Egyetemre járt, ahol történelmet és földrajzot tanult. Később Prágában és Pozsonyban is tanult. A pozsonyi Tartományi Levéltárban helyezkedett el. A Comenius Egyetem első történelem professzorai közé tartozott.
Elsősorban a huszita mozgalmak felvidéki történetével és középkori településtörténettel foglalkozott. Pozsonyban nyugszik.

## Elismerései
- 2007 in memoriam Ľudovít Štúr Rend I. osztálya
- 1979 SzTA ezüst medálja

## Művei
- 1926 Slováci na pražskej univerzite do konca stredoveku
- 1932 Husiti a reformácia na Slovensku do žilinskej synody
- 1938 Národnostný problém trnavskej univerzity
- 1940 Národnostná hranica slovensko-maďarská v ostatných dvoch storočiach
- 1956 Slovenské listy a listiny z 15. a 16. stor.
- 1964/1973/1977 Osídlenie Košickej kotliny I-III.
- 1965 Husitské revolučné hnutie a Slovensko
- 1965 K otázke staromaďarských zásahov na východnom Slovensku. In: Peter Ratkoš (ed.): O počiatkoch slovenských dejín
- 1972 Zo slovenského stredoveku
- 1984 Z osídlenia západného a stredného Slovenska v stredoveku. Bratislava.
- 1988 Otázky vzniku a vývinu slovenského zemianstva.
- 1990 Slovanské (slovenské) názvy riek na Slovensku a ich prevzatie Maďarmi v 10.-12 storočí.